# Слобода-Чернятинская
Слобода-Чернятинская (укр. Слобода-Чернятинська) — село на Украине, находится в Жмеринском районе Винницкой области.
Код КОАТУУ — 0521087506. Население по переписи 2001 года составляет 277 человек. Почтовый индекс — 23124. Телефонный код — 4332.
Занимает площадь 1,11 км².

## Адрес местного совета
23124, Винницкая область, Жмеринский р-н, с. Чернятин, ул. Первомайская, 29